# Alberto Acosta
Alberto Acosta (født 23. august 1966) er en tidligere argentinsk fodboldspiller.

## Argentinas fodboldlandshold
| Argentinas landshold | Argentinas landshold | Argentinas landshold |
| År                   | Kmp                  | Mål                  |
| -------------------- | -------------------- | -------------------- |
| 1992                 | 6                    | 1                    |
| 1993                 | 9                    | 0                    |
| 1994                 | 0                    | 0                    |
| 1995                 | 4                    | 2                    |
| Total                | 19                   | 3                    |